# Vaahteraliiga 2025
Die Vaahteraliiga 2025 ist die 47. Saison der Vaahteraliiga, der höchsten finnischen Spielklasse in der Sportart American Football.  Sie begann am 5. Juni 2025.

## Teilnehmer und Modus
Die acht Teams sind in zwei Gruppen aufgeteilt.  Zwei Teams aus derselben Gruppen treten in Hin- und Rückspiel gegeneinander an. Teams aus unterschiedlichen Gruppen spielen nur einmal gegeneinander.  Die besten vier Teams dieser erreichen die Play-offs, in denen sie den finnischen Meister ermitteln.
| Team                 | Heimatstadt | Heimstadion            |
| -------------------- | ----------- | ---------------------- |
| East City Giants     | Helsinki    |                        |
| Helsinki Roosters    | Helsinki    | Helsingin Velodromi    |
| Helsinki Wolverines  | Helsinki    | Helsingin Velodromi    |
| Kuopio Steelers      | Kuopio      | Väinölänniemen stadion |
| Porvoo Butchers      | Porvoo      | Porvoon keskuskenttä   |
| Seinäjoki Crocodiles | Seinäjoki   | Seinäjoen keskuskenttä |
| Tampere Saints       | Tampere     |                        |
| Wasa Royals          | Vaasa       | Kaarlen kenttä         |

## Reguläre Saison
Am zweiten Spieltag besiegten die Wasa Royals Titelverteidiger und Rekordmeister Helsinke Roosters.  Die Royals, die sich in der Vorsaison nicht für die Play-offs qualifizieren konnten, lagen nach drei Spieltagen ungeschlagen an der Tabellenspitze.  Im weiteren Verlauf wurden sie dann von den ebenfalls ungeschlagenen Porvoo Butchers überholt.  Nach dem siebten Spieltag lagen die Butchers mit 6:0 Siegen an der Tabellenspitze.  Dahinter lieferten sich die Helsinki Roosters, die Seinäjoki Crocodiles, die Kuopio Steelers und die Wasa Royals ein Kopf-an-Kopf-Rennen mit je 4:2 Siegen.  Am Tabellenende verloren die Helsinki Wolverines, die East City Giants und die Tampere Saints den Anschluss im Kampf um die Play-off-Plätze.
Im nächsten Spiel fuhren die Butchers ihren siebten Sieg ein und holten sich vorzeitig die Qualifikation für die Play-offs.

### Spielplan
| Spieltag 1   | Spieltag 1          | Spieltag 1 | Spieltag 1           |
| Datum        | Heimteam            | Ergebnis   | Auswärtsteam         |
| ------------ | ------------------- | ---------- | -------------------- |
| 5. Juni 2025 | Helsinki Wolverines | 13:90      | East City Giants     |
| 6. Juni 2025 | Tampere Saints      | 13:21      | Wasa Royals          |
| 7. Juni 2025 | Porvoo Butchers     | 35:14      | Kuopio Steelers      |
| 7. Juni 2025 | Helsinki Roosters   | 21:90      | Seinäjoki Crocodiles |

| Spieltag 2    | Spieltag 2           | Spieltag 2 | Spieltag 2          |
| Datum         | Heimteam             | Ergebnis   | Auswärtsteam        |
| ------------- | -------------------- | ---------- | ------------------- |
| 12. Juni 2025 | East City Giants     | 07:61      | Porvoo Butchers     |
| 13. Juni 2025 | Seinäjoki Crocodiles | 21:60      | Tampere Saints      |
| 14. Juni 2025 | Wasa Royals          | 9:7        | Helsinki Roosters   |
| 14. Juni 2025 | Kuopio Steelers      | 39:00      | Helsinki Wolverines |

| Spieltag 3    | Spieltag 3        | Spieltag 3 | Spieltag 3          |
| Datum         | Heimteam          | Ergebnis   | Auswärtsteam        |
| ------------- | ----------------- | ---------- | ------------------- |
| 27. Juni 2025 | Helsinki Roosters | 13:90      | Kuopio Steelers     |
| 28. Juni 2025 | Wasa Royals       | 37:17      | Helsinki Wolverines |
| 28. Juni 2025 | Tampere Saints    | 07:30      | East City Giants    |

| Spieltag 4   | Spieltag 4           | Spieltag 4 | Spieltag 4       |
| Datum        | Heimteam             | Ergebnis   | Auswärtsteam     |
| ------------ | -------------------- | ---------- | ---------------- |
| 3. Juli 2025 | Helsinki Wolverines  | 06:42      | Porvoo Butchers  |
| 4. Juli 2025 | Helsinki Roosters    | 59:00      | Tampere Saints   |
| 5. Juli 2025 | Kuopio Steelers      | 44:30      | East City Giants |
| 5. Juli 2025 | Seinäjoki Crocodiles | 21:20      | Wasa Royals      |

| Spieltag 5    | Spieltag 5          | Spieltag 5 | Spieltag 5           |
| Datum         | Heimteam            | Ergebnis   | Auswärtsteam         |
| ------------- | ------------------- | ---------- | -------------------- |
| 10. Juli 2025 | Porvoo Butchers     | 28:26      | Helsinki Roosters    |
| 12. Juli 2025 | Kuopio Steelers     | 55:70      | Tampere Saints       |
| 12. Juli 2025 | Helsinki Wolverines | 00:34      | Seinäjoki Crocodiles |

| Spieltag 6    | Spieltag 6           | Spieltag 6 | Spieltag 6          |
| Datum         | Heimteam             | Ergebnis   | Auswärtsteam        |
| ------------- | -------------------- | ---------- | ------------------- |
| 17. Juli 2025 | Helsinki Roosters    | 56:25      | Helsinki Wolverines |
| 18. Juli 2025 | Tampere Saints       | 21:72      | Porvoo Butchers     |
| 19. Juli 2025 | Wasa Royals          | 07:36      | Kuopio Steelers     |
| 19. Juli 2025 | Seinäjoki Crocodiles | 42:10      | East City Giants    |

| Spieltag 7    | Spieltag 7           | Spieltag 7 | Spieltag 7      |
| Datum         | Heimteam             | Ergebnis   | Auswärtsteam    |
| ------------- | -------------------- | ---------- | --------------- |
| 26. Juli 2025 | East City Giants     | 13:29      | Wasa Royals     |
| 26. Juli 2025 | Seinäjoki Crocodiles | 17:42      | Porvoo Butchers |

| Spieltag 8     | Spieltag 8        | Spieltag 8 | Spieltag 8           |
| Datum          | Heimteam          | Ergebnis   | Auswärtsteam         |
| -------------- | ----------------- | ---------- | -------------------- |
| 31. Juli 2025  | Porvoo Butchers   | 58:70      | East City Giants     |
| 2. August 2025 | Tampere Saints    | 21:28      | Seinäjoki Crocodiles |
| 2. August 2025 | Helsinki Roosters | 48:00      | Wasa Royals          |

| Spieltag 9     | Spieltag 9          | Spieltag 9 | Spieltag 9           |
| Datum          | Heimteam            | Ergebnis   | Auswärtsteam         |
| -------------- | ------------------- | ---------- | -------------------- |
| 7. August 2025 | East City Giants    | 14:45      | Helsinki Roosters    |
| 8. August 2025 | Helsinki Wolverines | 00:41      | Tampere Saints       |
| 9. August 2025 | Kuopio Steelers     | 31:17      | Seinäjoki Crocodiles |
| 9. August 2025 | Porvoo Butchers     | 27:70      | Wasa Royals          |

| Spieltag 10     | Spieltag 10          | Spieltag 10 | Spieltag 10         |
| Datum           | Heimteam             | Ergebnis    | Auswärtsteam        |
| --------------- | -------------------- | ----------- | ------------------- |
| 14. August 2025 | East City Giants     | 26:18       | Helsinki Wolverines |
| 15. August 2025 | Seinäjoki Crocodiles | 24:15       | Helsinki Roosters   |
| 16. August 2025 | Wasa Royals          | 33:20       | Tampere Saints      |
| 16. August 2025 | Kuopio Steelers      | 37:42       | Porvoo Butchers     |

| Spieltag 11     | Spieltag 11      | Spieltag 11 | Spieltag 11          |
| Datum           | Heimteam         | Ergebnis    | Auswärtsteam         |
| --------------- | ---------------- | ----------- | -------------------- |
| 21. August 2025 | Porvoo Butcherss |             | Helsinki Wolverines  |
| 22. August 2025 | Tampere Saints   |             | Helsinki Roosters    |
| 23. August 2025 | East City Giant  |             | Kuopio Steelers      |
| 23. August 2025 | Wasa Royals      |             | Seinäjoki Crocodiles |

| Spieltag 12     | Spieltag 12         | Spieltag 12 | Spieltag 12     |
| Datum           | Heimteam            | Ergebnis    | Auswärtsteam    |
| --------------- | ------------------- | ----------- | --------------- |
| 30. August 2025 | Helsinki Wolverines |             | Kuopio Steelers |

### Tabelle
| Pl. | Team                 | Sp. | S | U | N | TD      | Diff. | Punkte | SQ    |
| --- | -------------------- | --- | - | - | - | ------- | ----- | ------ | ----- |
| 1   | Porvoo Butchers      | 9   | 9 | 0 | 0 | 407:142 | +265  | 18     | 1,000 |
| 2   | Helsinki Roosters    | 9   | 6 | 0 | 3 | 290:118 | +172  | 12     | 0,667 |
| 3   | Seinäjoki Crocodiles | 9   | 6 | 0 | 3 | 213:148 | 0+65  | 12     | 0,667 |
| 4   | Kuopio Steelers      | 8   | 5 | 0 | 3 | 265:124 | +141  | 10     | 0,625 |
| 5   | Wasa Royals          | 9   | 5 | 0 | 4 | 145:184 | 0−39  | 10     | 0,545 |
| 6   | East City Giants     | 9   | 2 | 0 | 7 | 119:317 | −198  | 4      | 0,222 |
| 7   | Helsinki Wolverines  | 8   | 1 | 0 | 7 | 079:284 | −205  | 2      | 0,125 |
| 8   | Tampere Saints       | 9   | 1 | 0 | 8 | 118:319 | −201  | 2      | 0,111 |

 Qualifikation für die Play-offs